# Baja Verapaz
Baja Verapaz je departman u centralnom dijelu Gvatemale utemeljen 1543. Prostire se na površini od 3.214 četvornih kilomertara; preko 199.000 stanovnika (Gvatemalci/Španjolci i Indijanci Achi podgrupa Rabinala i Quiché). Glavni grad departmana je Salamá.

## Općine
1. Cubulco
2. Granados
3. Purulhá
4. Rabinal
5. Salamá
6. San Jerónimo
7. San Miguel Chicaj
8. Santa Cruz El Chol